# Mauricio Tévez
Mauricio Tévez (Rosario, 31 luglio 1996) è un calciatore argentino, attaccante dell'Estudiantes (RC).

## Caratteristiche tecniche
È un'ala destra che può essere adattata anche sulla fascia opposta.